# 1-es típusú féllánctalpas
Az 1-es típusú páncélozott féllánctalpas, más nevén Ho-Ha (一式半装軌装甲兵車 ホハ Isshiki Han-sōkōheishahoki　Ho-Ha) egy páncélozott féllánctalpas csapatszállító volt, melyet korlátozott mennyiségben alkalmazott a Japán Császári Hadsereg a második világháború alatt.

## Fejlesztés és történet
Az 1-es típust 1941-ben fejlesztették ki a hadsereg kívánalmainak megfelelően, miszerint egy olyan járműre van szükségük, amely képes a harctérre szállítani egy szakasznyi gyalogos katonát, megvédve őket az ellenséges kézifegyverek lövedékeitől, és képes valamelyest ellenállni a tüzérségi tűznek is. A teherautók rendelkeztek azzal a gyorsasággal és mozgékonysággal, amelyre a gépesített gyalogságnak szüksége volt, de Mandzsukuo és Észak-Kína gyenge minőségű útjain és durva terepein már problémák adódtak használatukkal. Másfelől a teljesen lánctalpas járművek túl lassúnak bizonyultak, így nem feleltek meg az akkori gyalogos taktikáknak.
A lánctalpas és féllánctalpas csapatszállítók sorozatgyártása 1941-ben kezdődött, és mindkettőt az 1-es típusjellel láttak el (lásd: 1-es típusú csapatszállító). Az 1-es típusú féllánctalpast a Hino Motors-nál gyártották, de csak kis mennyiségben a nem támadó fegyverzet alacsony fontossága miatt. Idővel, 1944-ben az 1-es típust tömeges sorozatgyártásba helyezték a Hino Motors-nál, de a nyersanyagokból már nagyon kevés volt és Japán ipari infrastruktúrájának nagy részét elpusztították az amerikai bombatámadások során. A teljes legyártott mennyiség ismeretlen.

## Tervezet
Az 1-es típus a német Sd.Kfz. 251/1 féllánctalpason alapult. Ezen felül hasonlóságot mutatott az olasz Fiat 727 és Breda 61 járművekkel is.
Az 1-es típust elöl egy pár kerékkel, hátul egy pár lánctalppal szerelték fel. Az Ho-Ki-hez hasonlóan hátul vonóhoroggal is ellátták tüzérségi eszközök vontatása céljából. A maximális páncélvastagsága 8 milliméter volt; habár a nyitott tető sebezhetővé tette a személyzetet, különösen a repesz-romboló lövedékekkel szemben.
A Ho-Ha alapfegyverzete három 97-es típusú könnyű géppuska volt, egy-egy a jármű oldalain, közvetlenül a vezetőfülke mögött, a harmadik a jármű hátulján légvédelmi célra. Az összes fegyver csak kis szögben volt kitéríthető oldalra, így lehetetlen volt teljesen előre vagy teljesen hátra tüzelni velük.

## Harctéri alkalmazás
Az 1-es típust először Kínában vetették be a második kínai–japán háborúban, de csak kis számban. 1944-ben a Fülöp-szigetekre küldték a járműveket a japán erősítéssel; habár a legtöbbet amerikai tengeralattjárók süllyesztették el a tengeren történő szállítás közben, így mindössze néhány állt rendelkezésre a japán parancsnokok számára a Fülöp-szigeteki csata alatt.
A második világháború után a megszállt Japánban több lefegyverzett 1-es típust különféle polgári feladatköben használtak, általában teherautóként vagy szemeteskocsiként Tokióban.

## Fordítás
- Ez a szócikk részben vagy egészben  a   Type 1 Ho-Ha című angol Wikipédia-szócikk ezen változatának fordításán alapul.  Az eredeti cikk szerkesztőit annak laptörténete sorolja fel. Ez a jelzés csupán a megfogalmazás eredetét és a szerzői jogokat jelzi, nem szolgál a cikkben szereplő információk forrásmegjelöléseként.